# Паулу, Жилсон
Жилсон Паулу де Мелу Филью (порт.-браз. Gílson Paulo de Mello Filho; род. 1 мая 1949, Рио-де-Жанейро) — бразильский футболист, тренер и функционер.

## Биография
В качестве игрока выступал в бразильской команде «Сан-Кристован». После окончания карьеры продолжил свою деятельность в футболе. Занимал различные должности в академии известного клуба «Васко де Гама». Жилсон Паулу являлся в ней спортивным директором.
В январе 2012 года специалист был назначен на пост главного тренера сборной Экваториальной Гвинеи. Изначально контракт с ним был подписан на два месяца — до окончания домашнего Кубка африканских наций. На дебютном для себя турнире «национальные молнии» под руководством бразильца и при поддержке родных трибун одержали исторические победы над Ливией (1:0) и Сенегала (2:1) и дошли до четвертьфинала, в котором уступили будущему финалисту континентального кубка — Кот-д’Ивуару (0:3). По итогам турнира местная федерация признала результат национальной команды успешным и контракт с Жиллсоном Паулу был продлен на один год. Зарплата тренера по нему составила 15 тысяч долларов в месяц.